# Новиков, Владимир Иванович
Влади́мир Ива́нович Но́виков (род. 9 марта 1948, Омск) — советский и российский филолог, педагог, литературный критик и прозаик.
Доктор филологических наук (1992), заслуженный профессор МГУ имени М. В. Ломоносова, профессор кафедры литературно-художественной критики и публицистики факультета журналистики МГУ, академик-учредитель Академии русской современной словесности.

## Биография
Окончил филологический факультет МГУ (1970) и его аспирантуру. Защитил кандидатскую диссертацию «Литературная пародия и её жанровые разновидности» (1979). Доктор филологических наук по специальности «Теория литературы» (1992, диссертация «Научно-теоретическое наследие Ю. Н. Тынянова. Проблема пародии и пародийности в литературе»).
Работал учителем в средней школе (1973—1975), в НИИ национальных школ (1975—1978), в журнале «Литературное обозрение» (1978—1983), консультантом правления СП СССР (1983—1987), доцентом, затем проректором Литературного института по научной и учебной работе (1987—1990), обозревателем «Общей газеты» (1994—1996).
С 1995 года — профессор кафедры литературно-художественной критики факультета журналистики МГУ.
Преподавал в университетах Германии, Франции и Швейцарии. Выступал с лекциями в Австрии, Англии, Италии, Норвегии, Швеции, США.
Член Союза писателей СССР (1988—1991), Союза писателей Москвы и Союза российских писателей (с 1991).
Лауреат премий журнала «Литературное обозрение» (1986, критика), фонда «Знамя» (1995, критика), журнала «Звезда» (2000, проза), журнала «Новый мир» (2002, критика). В 2015 году удостоен премии «Нового мира» по прозе за документальное произведение «По ту сторону успеха. Повесть о Михаиле Панове» (опубликовано в № 7).
Член Общества поощрения русской поэзии и жюри национальной литературной премии «Поэт».
Жена — писательница Ольга Новикова.
Дочь — литературный критик Лиза Новикова (Шарыгина Елизавета Владимировна).

## Труды
Печатается с 1976 года. Статьи публикует в журналах «Новый мир», «Знамя», «Литературное обозрение», «Синтаксис», «Столица», «Вопросы литературы», «Дружба народов», «Октябрь» и зарубежных периодических изданиях.
Лингвистический колумнист журнала «Новый очевидец» (2004), газеты «Вечерняя Москва» (2005—2007), сетевого издания «Свободная пресса» (2012—2013).
Автор литературоведческих, критических и прозаических книг.
Составитель восьмитомного издания «Все шедевры мировой литературы в кратком изложении. Сюжеты и характеры» (1996—1998), антологии-монографии «Авторская песня» (1997), «Энциклопедического словаря юного литературоведа» (1984, 1998), изданий произведений Козьмы Пруткова, Ю. Тынянова, В. Высоцкого и др.